# 安娜·米兰达·帕斯
安娜·玛丽亚·米兰达·帕斯（西班牙語：Ana Maria Miranda Paz，1971年5月2日—），女，加利西亚人，加利西亚民族主义集团成员。现任歐洲議會議員。

## 经历
1971年出生于加利西亚昆蒂斯。毕业于圣地亚哥-德孔波斯特拉大学法律专业。
在2009年歐洲議會選舉中，她代表加利西亚民族主义集团，是欧洲人民-绿党联盟的候选人。该联盟最终只获得了一个席位。该党团的加泰罗尼亚共和左翼党人奧里奧爾·容克拉斯首先出任了该席位。米兰达在2012年1月接替了他的位置，直到2013年9月离任。

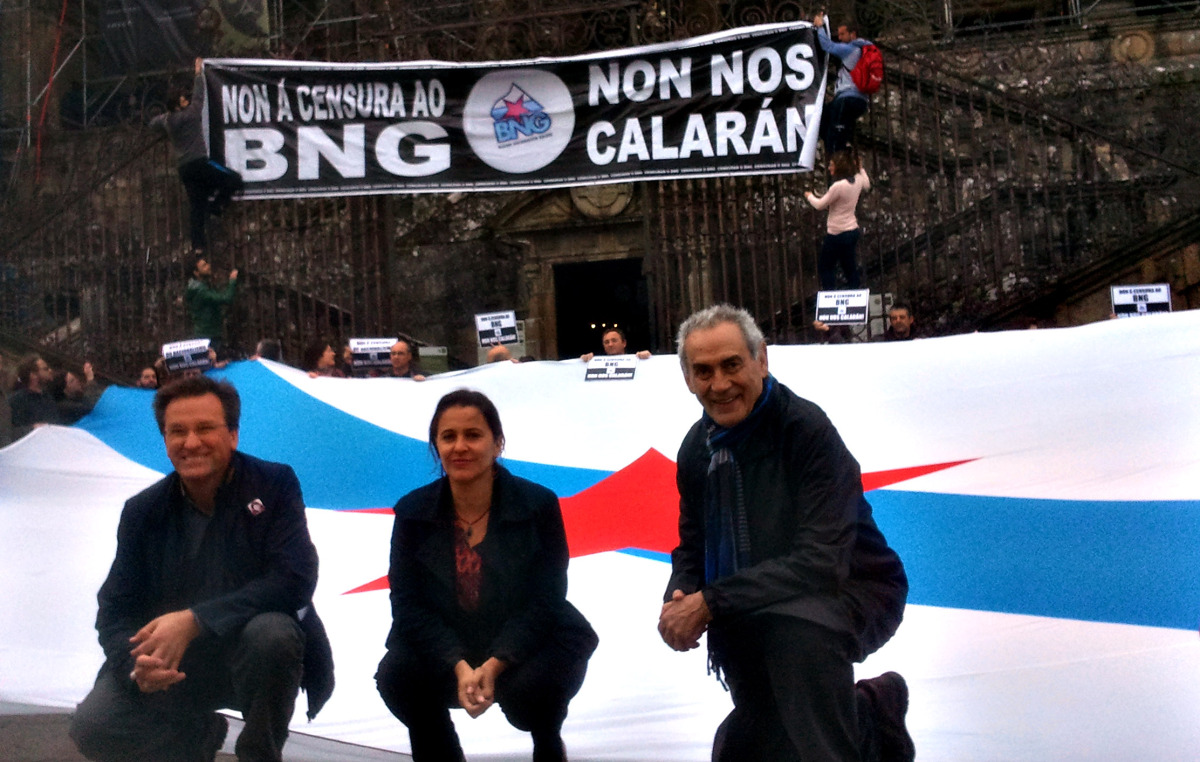

在2014年歐洲議會選舉中，她是人民决定的候选人。该联盟最终只获得了一个席位。巴斯克地区联合党的华日斯蒂首先出任了这一席位，米兰达在2018年2月接替了他的位置，并在3月加入了綠黨/歐洲自由聯盟党团。